# Сомбреро (галактика)
Гала́ктика Сомбре́ро (M 104, NGC 4594) — галактика сложной природы в созвездии Девы на расстоянии 29,3 (± 1,6) млн световых лет от Земли (8,98 ± 0,49 млн парсек). Диаметр — около 50 000 световых лет (ок. 15 тыс. пк) — примерно 30 % диаметра Млечного пути. Как показали последние исследования этого объекта с помощью космического телескопа «Спитцер», M 104 является двумя галактиками: плоская спиральная находится внутри эллиптической, что затрудняет её классификацию как единого объекта.
Этот объект входит в число перечисленных в оригинальной редакции «Нового общего каталога».
Галактика M104, более известная как «Сомбреро», получила своё название благодаря выступающей центральной части (балджу) и ребру из тёмного пылевого вещества (не путать с «тёмной материей»), придающим галактике сходство с шляпой сомбреро.

## История наблюдений

### Открытие
Галактика Сомбреро была открыта 11 мая 1781 года Пьером Мешеном, который описал этот объект в письме Дж. Бернулли в мае 1783 года, которое позже было опубликовано в Берлинском астрономическом ежегоднике. Шарль Мессье сделал рукописную пометку об этом и пяти других объектах (ныне известных как M 104 – M 109) в своем личном списке объектов, ныне известном как каталог Мессье, но «официально» он не был включен до 1921 года и эта галактика была первой из 7 объектов каталога Мессье, не включённых во второе (последнее) издание 1784 года. В 1921 году Камилль Фламмарион обнаружил координаты и описание этого объекта в рукописных пометках на принадлежавшем Мессье экземпляре каталога и внёс его в официальный список под номером 104. В пометке говорилось об «очень слабой туманности» с координатами 12h 28m 39s; −10° 24' 49", которую 11 мая 1781 года наблюдал сотрудник Мессье Пьер Мешен. Однако сам Мешен упоминал об открытии этого объекта в своём письме Бернулли, датированном 6 мая 1783 года.
Уильям Гершель независимо обнаружил этот объект в 1784 году и дополнительно отметил наличие «тёмного слоя» в диске галактики, который сейчас называется пылевой полосой. Позже астрономам удалось соединить наблюдения Мешена и Гершеля.

### Дальнейшие исторические наблюдения
M 104 была также первой галактикой, в которой обнаружена полоса пыли. Это наблюдение сделал Уильям Гершель в 1784 году.
Из-за характерного центрального балджа была классифицирована Хабблом как образец галактики типа Sa классификации Эдвина Хаббла.
M 104 была первым астрономическим объектом, для которого обнаружено аномально высокое красное смещение. В 1912 году В. Слайфер в обсерватории Ловелла обнаружил, что объект удаляется со скоростью 1000 км/с и таким образом, согласно закону Хаббла, находится за пределами нашей галактики. Слайфер обнаружил также вращение этой туманности.

## Вид и структура галактики
У NGC 4594 яркое ядро, необычно большой центральный балдж и заметная пылевая полоса на внешнем диске, которая видна почти с ребра. Темная пыльная полоса и выпуклость придают ей вид шляпы-сомбреро (отсюда и название). Согласно де Вокулёру, объект наблюдается почти с ребра, плоскость галактики наклонена к лучу зрения под углом 6° к югу. Из-за этого изначально были затруднения в однозначном определении её формы, хотя до последнего времени считалось, что она спиральная. В рамках новых данных, собранных телескопом Spitzer в инфракрасном диапазоне, удалось обнаружить, что расположение старых звёзд в гало галактики согласуется с предсказаниями моделей развития эллиптических галактик.

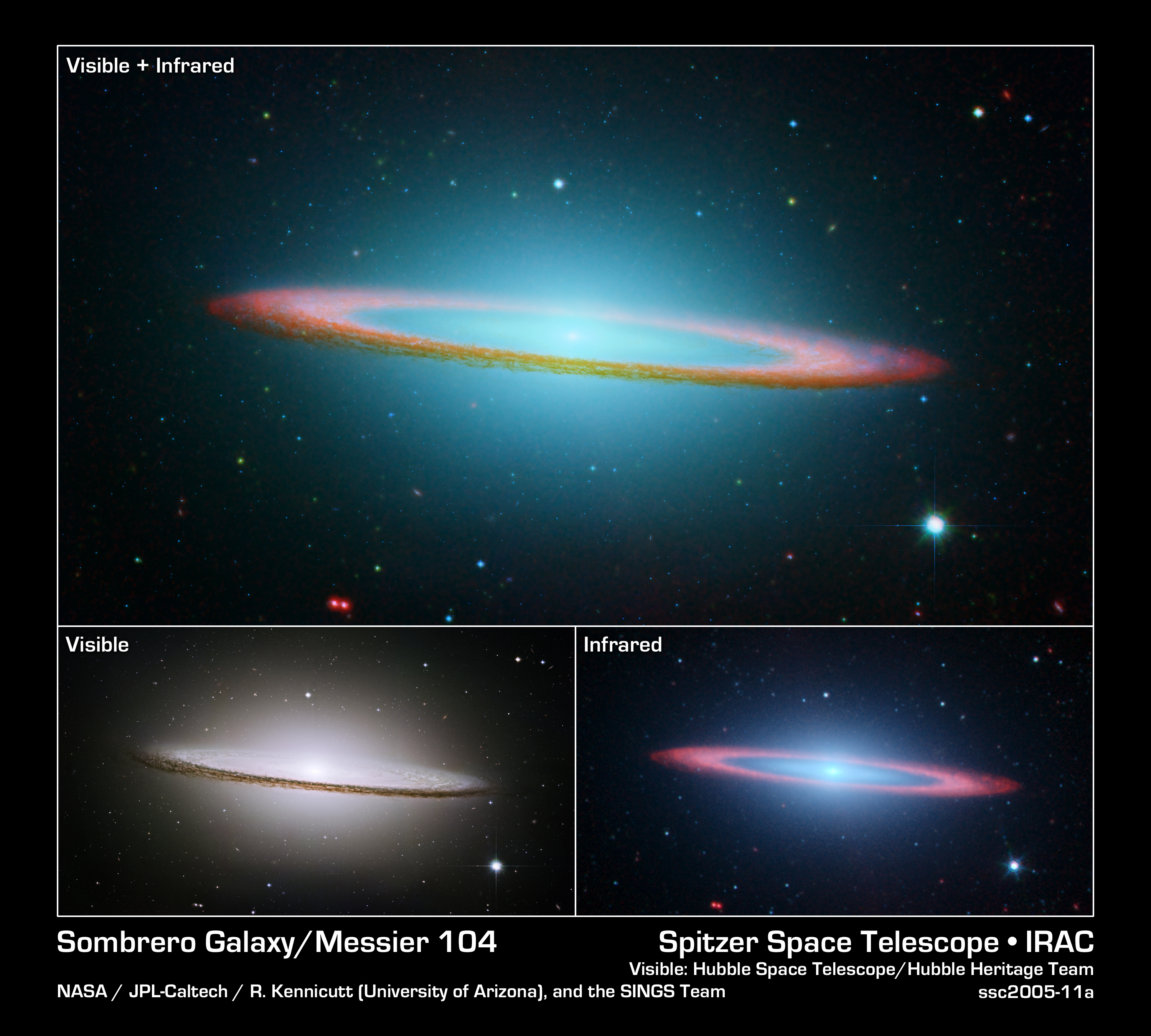
Составное изображение, где совмещены видимое изображение галактики "Сомбреро", полученное телескопом "Хаббл" и инфракрасное от телескопа "Спитцер"

В галактике обнаружено крупномасштабное магнитное поле, которое, насколько известно, является первым обнаруженным крупномасштабным магнитным поле в галактике Sa в радиодиапазоне. Ориентация магнитного поля в M 104 преимущественно параллельна диску, но имеет также вертикальные компоненты на больших расстояниях выше и ниже от диска. Такая конфигурация поля типична для обычных спиральных галактик.

### Пылевое кольцо
Наиболее поразительной особенностью этой галактики является полоса пыли, которая симметрично кольцом окружает балдж галактики. Большая часть холодного атомарного газообразного водорода и пыли находится внутри этого кольца. Кольцо также может содержать большую часть холодного молекулярного газа галактики Сомбреро, хотя это вывод, основанный на наблюдениях с низким разрешением и слабых возможностях детектирования. Необходимы дополнительные наблюдения, чтобы подтвердить, что молекулярный газ галактики Сомбреро ограничен кольцом. Основываясь на данных инфракрасной спектроскопии, пылевое кольцо является основным местом звёздообразования в этой галактике.
Несмотря на оптический вид объекта с огромной пылевой полосой, содержание пыли в нем меньше, чем в спиралях более позднего типа. Толщина пылевого диска на расстоянии в 4,3 кпк (14 тыс. св.лет) от центра галактики составляет около 1,4±0,2 кпк (4,57±0,65 тыс. св.лет).
|  |  |

### Ядро
Галактика Сомбреро по спектру ядра классифицируется как область низкой ионизации с эмиссионными линиями (LINER от англ. Low-ionization nuclear emission-line region, «Низкоионизованная область ядра с эмиссионными линиями») — ядра, в которых присутствует ионизированный газ, но ионы ионизованы лишь слабо (т.е. атомам не хватает относительно небольшого количества электронов). Источник энергии для ионизации газа широко обсуждается. Ядра некоторых галактик типа LINER могут питаться горячими молодыми звёздами, обнаруженными в областях звёздообразования, тогда как другие ядра LINER могут питаться активными ядрами галактик (высокоэнергетические области, содержащие сверхмассивные чёрные дыры). Наблюдения инфракрасной спектроскопии показали, что ядро галактики M 104, вероятно, лишено какой-либо значительной активности звёздообразования, однако в ядре была обнаружена сверхмассивная чёрная дыра, которое, вероятно, и является источником энергии, который слабо ионизирует газ в галактике Сомбреро.
Имеются работы, в которых в центральной части галактики обнаруживают так называемый "внутренний диск".

#### Сверхмассивная чёрная дыра
В 1990-х годах группа под руководством Джона Корменди (John Kormendy) установила, что в центре галактики находится сверхмассивная чёрная дыра. По данным спектроскопии с телескопа CFHT на Гавайских островах и космического телескопа «Хаббл» было установлено, что аномально высокую скорость вращения звёзд вблизи центра можно объяснить наличием там чёрной дыры массой 1 млрд масс Солнца. Это одна из самых массивных обнаруженных в настоящее время чёрных дыр. Со сверхмассивной чёрной дырой ассоциирован точечный источник радио- и жёсткого рентгеновского излучения.
Измерение потока излучения центральной сверхмассивной чёрной дыры показывает, что её болометрическая светимость по меньшей мере в ∼200 раз ниже ожидаемой, предсказанной теорией стационарной, сферической и адиабатической аккреции Бонди, с высокой радиационной эффективностью стандартного аккреционного диска. Это позволяет предположить либо наличие джетов (но не релятивистких), либо нестационарный характер аккреции. У чёрной дыры не обнаружен заметный аккреционный диск.

#### Синхротронное излучение
В радио- и рентгеновском диапазоне ядро является сильным источником синхротронного излучения. Синхротронное излучение возникает, когда высокоскоростные электроны колеблются, проходя через области с сильными магнитными полями. Это излучение довольно характерно для активных ядер галактик. Хотя радиосинхротронное излучение некоторых активных галактических ядер может меняться со временем, светимость радиоизлучения галактики Сомбреро меняется всего на 10–20%.

#### Неопознанное субмиллиметровое излучение
В 2006 году две группы опубликовали измерения субмиллиметрового излучения ядра галактики на длине волны 850 мкм. Было обнаружено, что это излучение не имеет источником тепловое излучение пыли (которое обычно наблюдается в инфракрасном и субмиллиметровом диапазонах волн), синхротронное излучение (которое обычно наблюдается в радиоволнах), тормозное излучение горячего газа (которое редко наблюдается на миллиметровых длинах волн) или молекулярного газа (который обычно создает субмиллиметровые спектральные линии). Источник терагерцового излучения остаётся неопознанным.

### Шаровые звёздные скопления
Галактика содержит большую и структурно чётко очерченную систему шаровых скоплений, наблюдения которых дали оценки численности в диапазоне от 1200 до 2000. Отношение шаровых скоплений к общей светимости галактики велико по сравнению с Млечным Путем и подобными галактиками с небольшими балджами, но сравнимо с другими галактиками с большими балджами. Эти результаты часто использовались для демонстрации того, что считается, что количество шаровых скоплений галактики связано с размером её балджа. Поверхностная плотность шаровых скоплений обычно соответствует профилю яркости балджа, за исключением областей вблизи центра галактики.

## Расстояние и яркость
Для измерения расстояния до галактики Сомбреро были использованы по крайней мере два метода.
Первый метод основан на сравнении измеренных потоков от планетарных туманностей галактики с известной светимостью планетарных туманностей в Млечном Пути. Этот метод дал расстояние до галактики Сомбреро равным 29 ± 2 млн св.лет (8 890 ± 610 кпк).
Второй метод — это метод флуктуаций поверхностной яркости, который использует неоднородности распределения яркости в каждом разрешаемом элементе галактики для оценки расстояния до неё. Вследствие увеличения числа звёзд и, соответственно, усреднения их яркости, галактика на вдвое большем расстоянии кажется вдвое более гладкой. Ранние измерения с использованием этого метода дали расстояния 30,6 ± 1,3 млн св.лет (9 380 ± 400 кпк). Позже, после некоторого усовершенствования методики, было измерено расстояние в 32 ± 3 млн св.лет (9 810 ± 920 кпк). Это значение было еще более уточнено в 2003 году до 29,6 ± 2,5 млн св.лет (9080 ± 770 кпк).
Среднее расстояние, измеренное с помощью этих двух методов, составляет 29,3 ± 1,6 млн св.лет (8 980 ± 490 кпк).
Абсолютная звёздная величина галактики оценивается как −21,9 при 30,6 млн св.лет (9 400 кпк) (−21,8 при среднем расстоянии, указанном выше), а видимая звездная величина +8,0, что делает её самой яркой галактикой в радиусе 10 000 кпк (32,6 млн св.лет) вокруг Млечного Пути (за исключением галактики Андромеда и Большого и Малого Мегаланового Облаков).
В отчёте за 2016 год использовался космический телескоп Хаббл для измерения расстояния до M 104 на основе метода вершины ветви красных гигантов, что дало 29.90 ± 0.03 ± 0.07 млн св.лет (9,55 ± 0,13 ± 0,31 Мпк).

## Происхождение галактики
Образование такой галактики путём поглощения гигантской эллиптической галактикой спирального диска маловероятно, поскольку этот процесс разрушил бы структуру диска. Вместо этого предлагается один из сценариев: гигантская эллиптическая галактика была заполнена газом из окружающего пространства более девяти миллиардов лет назад. В ранней Вселенной сети газовых облаков были распространённым явлением и иногда они питали растущие галактики, заставляя их увеличиваться в размерах. Газ должен втягиваться в галактику под действием силы тяжести, падая на орбиту вокруг центра и раскручиваясь в плоский диск. Звёзды образовались бы из газа в диске.
Отнесение основного компонента галактики к эллиптической также объясняет загадку количества шаровых скоплений: у эллиптических их обычно несколько тысяч, а у спиральных — несколько сотен. У Сомбреро их почти 2000, и такое количество сложно объяснить, классифицируя её как дисковую.
Близкой к Сомбреро, но находящейся на более ранней стадии формирования, некоторые учёные относят галактику Центавр A, которая представляет собой линзовидную — класс галактик, промежуточный между спиральными и эллиптическими — галактику с диском внутри нее.

## Галактическое сообщество
Галактика Сомбреро находится внутри сложного, нитевидного облака галактик, входящей в большую группу Девы II — серии галактик и скоплений галактик, вытянувшихся от южного края сверхскопления Девы и является главным членом небольшой группы галактик, называемой «группа M 104» или «группа NGC 4594». Однако неясно, является ли она частью формальной, гравитационно связанной, группы галактик. Иерархические методы идентификации групп, которые определяют принадлежность к группе путём рассмотрения того, принадлежат ли отдельные галактики к более крупной совокупности галактик, обычно дают результаты, показывающие, что галактика Сомбреро является частью группы, которая включает NGC 4487, NGC 4504, NGC 4802, UGCA 289 и, возможно, несколько других галактик. Однако результаты, основанные на методе перколяции (т.е. методе "друзья друзей"), который связывает отдельные галактики вместе для определения принадлежности к группе, указывают на то, что либо галактика Сомбреро не входит в группу, либо что она может быть только частью пары галактик с UGCA 287.
Кроме того, M 104 также сопровождает открытая в 2009 году сверхкомпактная карликовая галактика с абсолютной величиной −12,3, эффективным радиусом всего 47,9 световых лет (3,03 миллиона астрономических единиц) и массой 3,3×107 M☉.

## Любительская астрономия

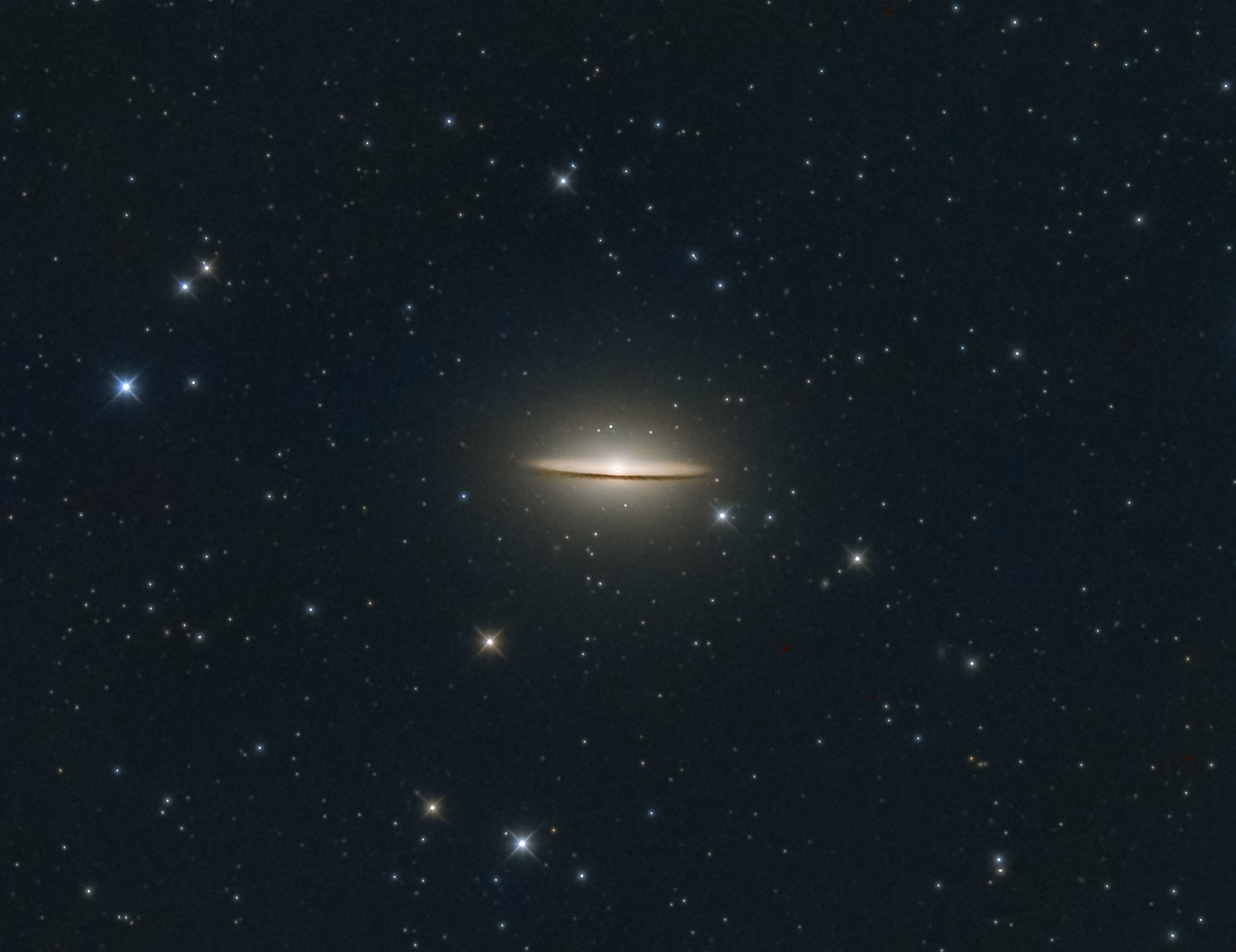
Фотография M 104, полученная с любительского телескопа с выдержкой 2,8 часа

Галактика Сомбреро находится в 11,5° к западу от Спики и в 5,5° к северо-востоку от Эта Ворона. Хотя её можно увидеть в бинокль 7×35 или в 10-сантиметровый любительский телескоп, для того, чтобы визуально отличить балдж от диска, необходим телескоп от 20 сантиметров, и 25- или 30-см телескоп, чтобы увидеть темную полосу пыли.

### Комментарии
1. ↑  среднее (29.6 ± 2.5, 29 ± 2) = ((29.6 + 29) / 2) ± ((2.52 + 22)0.5 / 2) = 29.3 ± 1.6